# 運命の檻
「運命の檻」（うんめいのおり）は、 愛美の5枚目のシングル。2013年4月17日にポニーキャニオンから発売された。

## 概要
前作「We're the stars」から約2ヶ月ぶりのリリースとなる2013年2作目のシングル。表題曲「運命の檻」は、テレビアニメ『断裁分離のクライムエッジ』のオープニングテーマに起用された。
なお、2年後の2015年をもってアーティスト活動を休止したのち、2021年にキング・アミューズメント・クリエイティブ本部へ移籍したため、本作が休止前かつポニーキャニオンからリリースされた最後のシングル作品となった。

## チャート成績
2013年4月29日付のオリコン週間シングルチャートで67位を獲得。推定売上初動枚数は904枚を記録し、前作から502枚増加した。

## シングル収録内容
| 全作詞: 瀬名恵、全作曲・編曲: Yu-pan.。 |                                          |        |            |      |
| #                                       | タイトル                                 | 作詞   | 作曲・編曲 | 時間 |
| 1.                                      | 「運命の檻」                             | 瀬名恵 | Yu-pan.    | 4:32 |
| 2.                                      | 「手を振る君と舞い散る桜」               | 瀬名恵 | Yu-pan.    | 4:49 |
| 3.                                      | 「運命の檻」(Instrumental)               | 瀬名恵 | Yu-pan.    | 4:31 |
| 4.                                      | 「手を振る君と舞い散る桜」(Instrumental) | 瀬名恵 | Yu-pan.    | 4:45 |
| 合計時間:                               | 合計時間:                                | 18:37  |            |      |